# Шугейзинг
Шугейзинг, або шугейз, шуґейз (англ. shoegazing, досл. «втупившись на черевики») — один з жанрів британського альтернативного року (інді-року), що зародився в кінці 80-х. Піонерами цього жанру були такі гурти, як My Bloody Valentine, Lush, Slowdive, Chapterhouse і Ride. Він мав успіх до середини 1990-х років, особливо в 1990 і 1991 роках, і знову став популярним на початку 2010-х років.
Музика шугейзингу характеризується значним використанням гітарних ефектів, а також невиразними вокальними мелодіями, змішаними з креативним гітарним звучанням. На початку 1990-х років шугейзингові гурти були витіснені на сцену гранж-рухом та ранніми бритпоп-гуртами, такими як Suede, що змусило відносно невідомі колективи розпастися та переосмислити свій стиль.

## Історія і вплив
Термін був придуманий журналістами британської музичної преси NME і Melody Maker і описував стиль поведінки музикантів під час живих виступів, що спочатку було чимось на зразок глузування над нехаризматичними музикантами, які не влаштовували барвистих шоу, а навпаки поводилися відсторонено, пасивно і апатично. Вони були зосереджені на своїй музиці і протягом всього виступу могли простояти на одному місці, втупившись поглядом кудись у підлогу, це і створювало враження розглядування власних черевиків.
Насправді ж музиканти дивилися зовсім не на черевики, їх увага була поглинена численними гітарними примочками, які інтенсивно використовувалися, оскільки музика шуґейзерів була досить експериментальною і переповнена всілякими звуковими ефектами. Саме тому, шуґейз характеризувався не тільки візуальною манерою триматися на сцені, а й певним звучанням, в основі якого лежав гітарний нойз з елементами дрім-попа та ембієнт музики. Звук був цілком гучним, жорстким та атмосферним, з великою кількістю відлунь, довгими рифами, що гудуть, хвилями спотворення і каскадами фідбека, що створювало так звану стіну звуку, в якій потопали вокал і мелодія. Безліч гітарних партій накладалися одна на іншу, що створювало ефект синтезаторного звучання, в якому практично неможливо було розрізнити якісь інструменти. Найбільший вплив на жанр зробили групи з культового лейбла 4AD, що виконували дрім-поп та спейс-рок: відомі групи The Jesus and Mary Chain, Cocteau Twins.

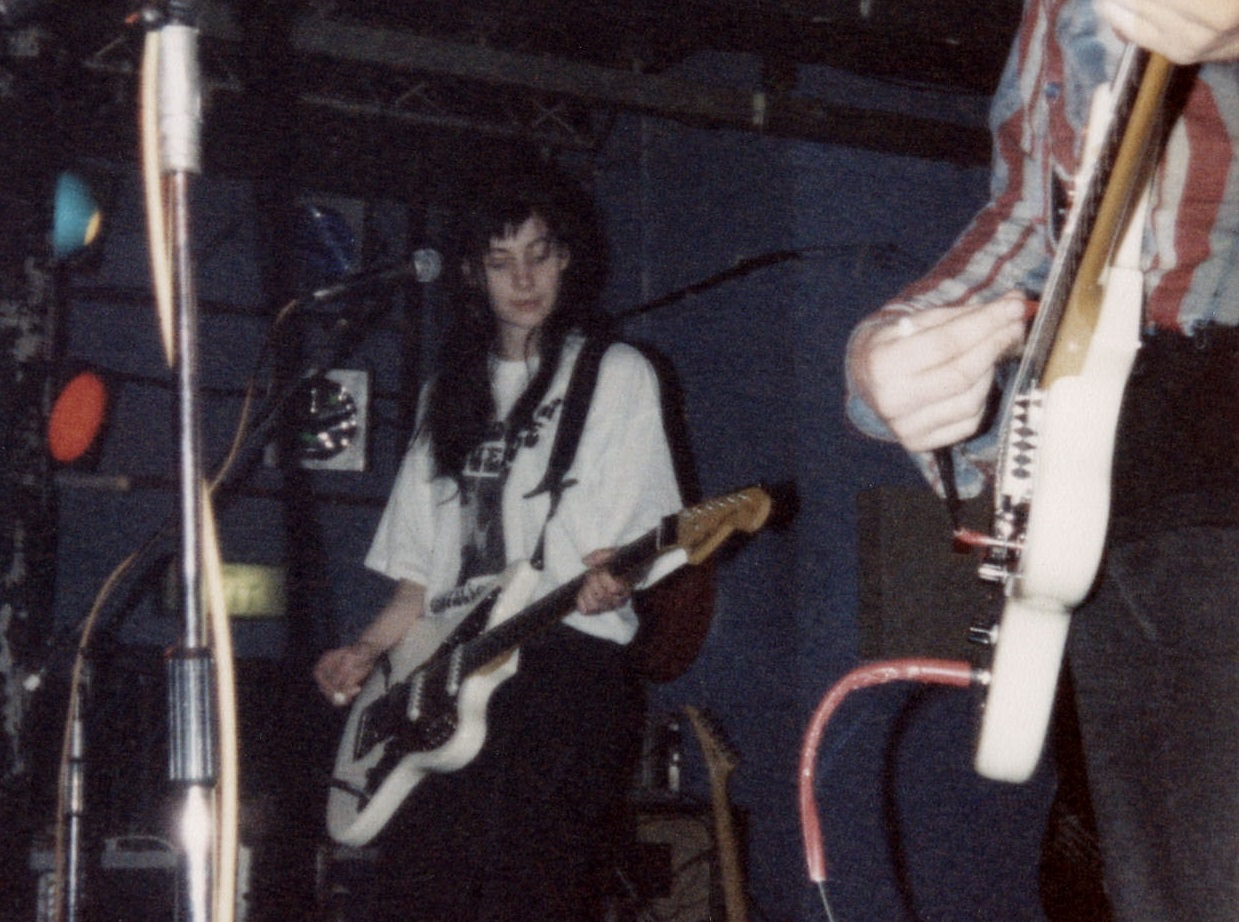
Bilinda Butcher з My Bloody Valentine, 1989

Також слід враховувати вплив американської групи Sonic Youth і ранніх The Cure, а одним із перших експериментувати з гітарним саундом в плані нойзових ефектів почав ще Джимі Хендрікс. В Cocteau Twins на гітарі грав Робін Гатрі, ідеї якого (звукові стіни) знайшли втілення в багатьох його наступних проєктах, таких як ранній Lush, де він виступав як саундпродюсера, і Resplandor. У тому ж ключі розробляв цю тему Кевін Шилдс — засновник My Bloody Valentine, який і довів її до практичного втілення. Найвідоміші ранні шуґейзинг-групи: Aarktica, Adorable, Black Tambourine, The Boo Radleys, Bowery Electric, The Brian Jonestown Massacre, Catherine Wheel, Chapterhouse, Curve, Th 'Faith Healers, Flying Saucer Attack, Galaxie 500, Loop, Lush, Medicine, Moose, My Bloody Valentine, Nightblooms, Pale Saints, Ride, Secret Shine, Slowdive, Snowpony, Spiritualized, Spacemen 3, Swervedriver, The Telescopes, The Verve.
Вважається, що шуґейзинг з'явився в 1988 році з випуском альбому Isn't Anything групи My Bloody Valentine. Основним лейблом з просування нового стилю в Британії став Creation Records на чолі з Аланом Макгі. Крім Великої Британії шуґейзинг ніде особливо не прижився, а в середині 1990-х став зникати і в Британії, поступаючись американському гранжу та англійському бритпопу. Але останнім часом інтерес до жанру відроджується з новою силою, як на батьківщині, так і в США — багато груп використовують модні шуґейзерні ефекти в своїй музиці. Навіть ветерани My Bloody Valentine об'єдналися знову у 2008 році для серії концертів і записали альбом «m b v» у 2013 році, так само як і Slowdive, які об'єдналися у 2014 і зробили альбом «Slowdive» 2017 року.
Наразі жанр змішується з різними стилями, в основному з дрім-поп та дроном. Із сучасних груп можна відзначити: Air Formation, Airiel, Alcest, Alcian Blue, Amusement Parks on Fire, Asobi Seksu, Astrobrite, Autolux, Blonde Redhead, Daphne Dawn, Fleeting Joys, The High Violets, Highspire, Jesu, Joensuu 1685, Luminous Orange, Malory, Maribel, Monster Movie, The National, The Pains of Being Pure at Heart, Pia Fraus, Pinkshinyultrablast, nerpa, A Place to Bury Strangers, The Radio Dept., Resplandor, Salem, Sciflyer, Secrets of the Third Planet, Serena Maneesh, Silversun Pickups, Skywave, Soundpool, Telltale, Tribes of the City, The Twilight Sad, Wild Nothing, Klimt 1918.

## Найзнаніші альбоми

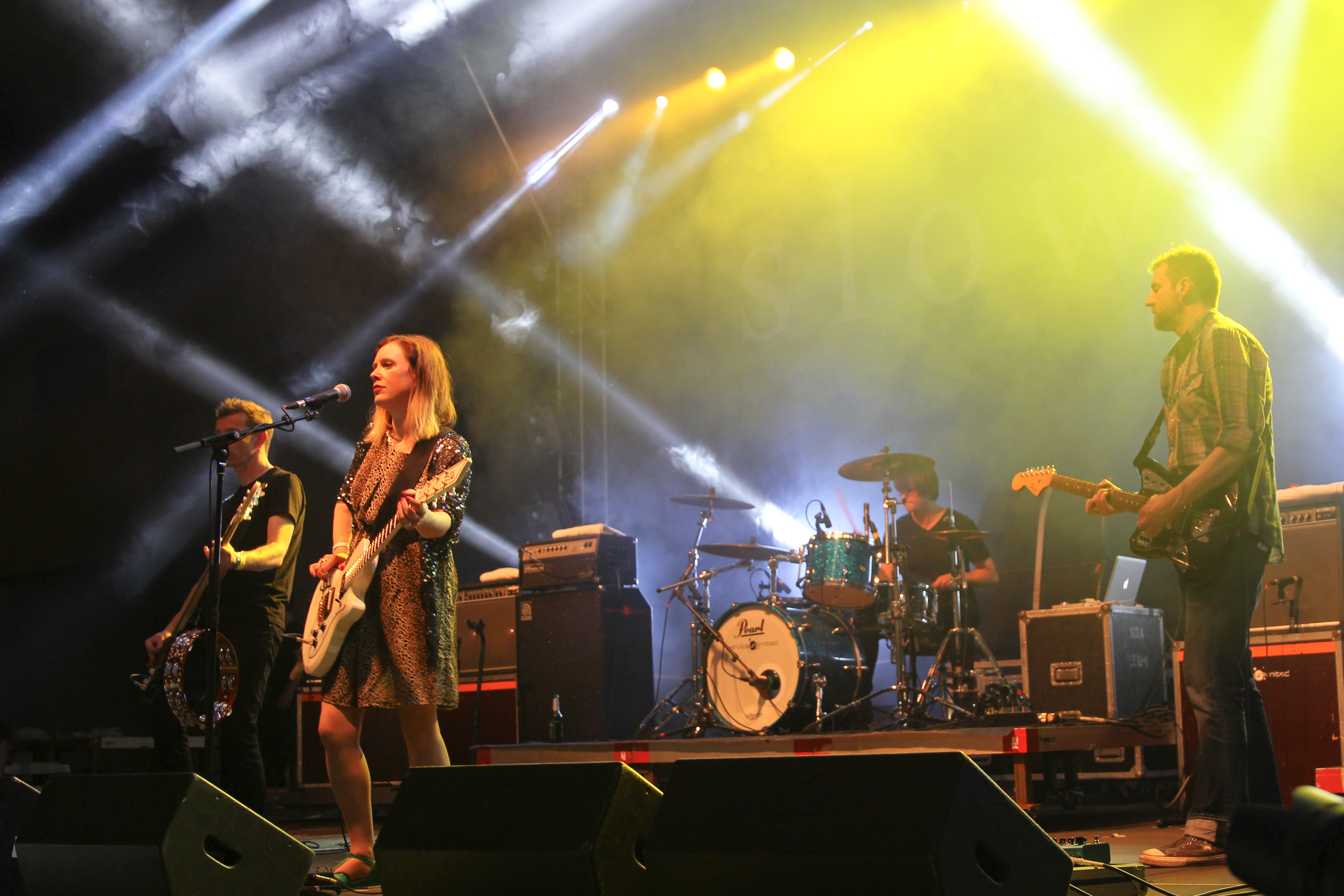
Slowdive у 2014

- The Boo Radleys — Ichabod & I (1990)
- Ride — Nowhere (1990)
- My Bloody Valentine — Loveless (1991)
- Chapterhouse — Whirlpool (1991)
- Curve — Doppelgänger (1992)
- Verve — A Storm In Heaven (1993)
- Slowdive — Souvlaki (1993)
- Lush — Spooky (1992)